# Madridavtalet
Madridavtalet var ett fördrag mellan Spanien, Marocko och Mauretanien om Västsahara. Det undertecknades i Madrid 14 november 1975. Fram till dess hade Västsahara varit en spansk besittning. Enligt Madridavtalet skulle området delas upp mellan Marocko och Mauretanien. Istället för fred och försoning som avtalet var tänkt blev resultatet istället att Marocko invaderade delar av Västahara. 1979 avstod Mauretanien från sin del av Västsahara och Marocko tog då även den delen av Västahara.